# 双边拉普拉斯变换
双边拉普拉斯变换是一種积分变换，其形式類似機率中的動差生成函數，双边拉普拉斯变换和傅立葉變換、梅林變換及單邊的拉普拉斯变换有緊密的關係。若ƒ(t)為實數t的實數函數或是複變函數，t可以為任意實數，則双边拉普拉斯变换可以用以下的積分表示：
{\displaystyle {\mathcal {B}}\left\{f(t)\right\}=F(s)=\int _{-\infty }^{\infty }e^{-st}f(t)\,dt.}
此積分為反常積分，此積分收斂若且唯若以下二個積分
{\displaystyle \int _{0}^{\infty }e^{-st}f(t)\,dt,\quad \int _{-\infty }^{0}e^{-st}f(t)\,dt}
都存在。双边拉普拉斯变换沒有一個廣為大家接受的表示方式，此處用的符號是{\displaystyle {\mathcal {B}}}，表示雙向（bilateral），有些作者會用以下的式子來表示：
{\displaystyle {\mathcal {T}}\left\{f(t)\right\}=s{\mathcal {B}}\left\{f\right\}=sF(s)=s\int _{-\infty }^{\infty }e^{-st}f(t)\,dt.}
在科学和工程学應用上，引數t常表示時間（單位是秒），函數f(t)表示時變的信号或波形。在這些應用裡，可以用濾波器轉換信號，類似數學算子，但有些限制。濾波器需要是因果的，也就是其時間t的輸出不會受時間t以後的輸出所影響。
在人口生態學中，t常表示擴散核的空間位移。
在處理時間函數時，f(t)稱為訊號的時域表示，而F(s)稱為s域（或拉普拉斯域）表示。逆變換將訊號的「合成」表示為其所有頻率分量的總和，而正變換則將訊號「分析」為其頻率分量。

## 傅里叶变换的關係
傅里叶变换可以定義為以下的双边拉普拉斯变换：
{\displaystyle {\mathcal {F}}\{f(t)\}=F(s=i\omega )=F(\omega ).}
其傅里叶变换的定義有變化，特別會使用下式
{\displaystyle {\mathcal {F}}\{f(t)\}=F(s=i\omega )={\frac {1}{\sqrt {2\pi }}}{\mathcal {B}}\{f(t)\}(s)}
也可以用傅里叶变换來表示双边拉普拉斯变换
{\displaystyle {\mathcal {B}}\{f(t)\}(s)={\mathcal {F}}\{f(t)\}(-is).}
傅立葉變換通常定義在實數範圍內；上述定義是在一個帶狀區域 {\displaystyle a<\Im (s)<b}內，該區域可能不包含傅立葉變換應該收斂的實軸。
這就是拉普拉斯變換在控制理論和訊號處理中仍然具有價值的原因：傅立葉變換積分在其定義域內收斂，僅表示用它描述的線性、移位不變系統是穩定或臨界的。而拉普拉斯變換對於每個指數增長以內的脈衝響應都會在某處收斂，因為它多了一個可以視為指數調節器的項次。由於不存在超過指數增長的線性回授網絡，基於拉普拉斯變換的線性、移位不變系統的分析和求解在拉普拉斯變換（而非傅立葉變換）的背景下具有其最普遍的形式。
同時，現今的拉普拉斯變換理論已分類在更廣泛的积分变换，甚至是調和分析範疇。在這個框架和命名法中，拉普拉斯轉換只是傅立葉分析的另一種形式，不過可能是更為普遍的形式。